# 乌拉尔河
乌拉尔河（羅馬化：Ural，羅馬化：Yayıq，羅馬化：Jaiyq），1775年以前稱亞伊克河（羅馬化：Yaik），发源于乌拉尔山脉南部，流经俄罗斯联邦及哈萨克斯坦，在注入里海，全长2428公里，流域面积23.1万平方千米，下游平均流量约400m3/秒，河口年径流量约8立方千米，是世界第四大内流河。沿河建有两座水库，分布位于马格尼托哥尔斯克及伊里克林斯克。乌拉尔斯克以下可通航。河口附近产鲟鱼、鳇鱼、鲱鱼、鲈鱼。传统上认为它是欧洲与亚洲的界河。主要支流有薩克馬拉河、伊列克河。

## 名称
该河在托勒密《地理志》等古希腊罗马的地理文献中被记载为代伊克斯（Daix，Δαιξ）。对应突厥语的J̌ayïq/Yayïq（亚伊克河），而突厥语中原本的d-经常会变为y或ǰ。
在叶卡捷琳娜二世时期的1775年，亚伊克河被更名为乌拉尔河，同时同名的雅伊克城也被更名为乌拉尔斯克，更名的法令中称，这是为了让民众遗忘普加乔夫领导的雅伊克哥萨克起义。